# Sainte-Geneviève-de-Batiscan
Sainte-Geneviève-de-Batiscan es un municipio parroquial canadiense situado en la provincia de Quebec.

## Superficie
Sainte-Geneviève-de-Batiscan tiene una superficie de 97,65 km².

## Demografía
En 2021, tenía 1028 habitantes, una densidad poblacional de 10,5 hab./km², y 571 viviendas.